# پایگاه آب‌نشین جالی فیشرمن
پایگاه آب‌نشین جالی فیشرمن (به انگلیسی: Jolly Fisherman Seaplane Base) یک فرودگاه همگانی بهره‌برداری هوایی است که یک باند فرود آب دارد و طول باند آن ۱۵۲۴ متر است. این فرودگاه در کشور ایالات متحده آمریکا قرار دارد و در ارتفاع ۴۵۷ متری از سطح دریا واقع شده‌است.